# Добруджа (къмпинг)
Вижте пояснителната страница за други значения на Добруджа.
Добруджа е къмпинг в северната част на българското Черноморие край град Шабла.
Намира се в близост до Езерецкото и Шабленското езеро. Край къмпинга е издигнат 32-метров осмоъгълен фар. Също така даденост на района Шабленската тузла - езеро с над 230 000 тона лечебна кал, уникална по своя състав и лечебни свойства. Наличието на влажни зони със сладководни езера (Шабленско-Езерецкото и Дуранкулашкото), също допринася за развитието на туризма в региона. Местата са особено значими не само за България, но и в международен план, като са обявени за защитени местности по Рамсарската конвенция.